# پیتر منیگاولت
پیتر منیگاولت (Peter Manigault) (زادهٔ ۱۰ اکتبر ۱۷۳۱ – درگذشتهٔ ۱۲ نوامبر ۱۷۷۳)، وکیل، مزرعه‌دار، برده‌دار و قانون‌گذار مستعمراتی اهل چارلستون، کارولینای جنوبی بود. وی در زمان مرگ ثروتمندترین مرد مستعمرات بریتانیایی آمریکای شمالی و مالک صدها برده بود. منیگاولت داماد جوزف وراگ، بزرگترین معامله‌گر بردهٔ آمریکای شمالی در دههٔ ۱۷۳۰ بوده‌است.

## اوایل زندگی
منیگاولت (به صورت مان اِ گو تلفظ می‌شود) در دهم اکتبر ۱۷۳۱ در چارلستون به عنوان عضوی از یک خانوادهٔ ثروتمند مهاجر پروتستان فرانسوی چشم به جهان گشود. او فرزند گابریل منیگاولت (زادهٔ ۱۷۰۴ – درگذشتهٔ ۱۷۸۱) و آن (نام تولد: اشبی) منیگاولت (زادهٔ ۱۷۰۵ – درگذشتهٔ ۱۷۸۲) بود.
اجداد پدری‌اش جودیت منیگاولت (نام خانوادگی قبل از ازدواج وی جتون-گیتون بوده‌است) و پیر منیگاولت، یعنی پروتستان‌های فرانسوی‌ای بودند که در ناحیهٔ سنتی اقامت گزیده و تبدیل به پرورش‌دهندگان موفق برنج شدند. اجداد مادری‌اش جان اشبی و کونستانتیا (نام خانوادگی قبل از ازدواج وی براوتون بوده‌است) اشبی (که برادرش توماس براوتون فرماندار کارولینای جنوبی بود)، نام داشتند.
او به صورت خصوصی در ایالت کارولینای جنوبی و انگلستان تحصیل کرده و در بخش گسترده‌ای از اروپا را سفر کرد. وی همچنین در اینر تمپل لندن رشتهٔ حقوق را به پایان رساند و در سال ۱۷۵۲ به هیئت وکلای بریتانیایی فراخوانده شد.

## حرفه
او در سال ۱۷۵۴ به کارولینای جنوبی بازگشت. در آنجا نسبت به ادامهٔ رشتهٔ حقوق ممارست ورزید، تبدیل به تاجر و بانکداری موفق شد و مزارع وسیع خانواده‌اش را مدیریت کرد. منیگاولت در سال ۱۷۷۴با دارایی‌ای در حدود ۳۳ هزار پوند – شامل صدها برده – معادل حدود ۴ میلیون دلار در سال ۲۰۱۶، ثروتمندترین فرد در مستعمرات بریتانیایی در آمریکای شمالی بود.
منیگاولت در سال ۱۷۷۵ و مجدداً در سال‌های ۱۷۷۶ تا ۱۷۷۳ در مجلس عوام کارولینای جنوبی خدمت می‌کرد. او در سال‌های ۱۷۶۵ تا ۱۷۷۲ سخنگوی این مجلس بوده‌است. وی به صورت فعالی با قانون تمبر بریتانیایی سال ۱۷۶۵ مخالفت کرده و به واسطهٔ آنچه بعدها نهضت میهن-پرستان نام گرفت، شناخته شد.

### نامه‌ها
منیگاولت طی دوران تحصیل در لندن و سفرهایش در اروپا نامه‌های متعددی با والدین خود تبادل می‌نمود. این نامه‌ها به عنوان بخشی از چندین مقاله در مجلهٔ تاریخی و شجره‌نامه‌شناسی کارولینای جنوبی در خلال چندین سال منتشر شده‌اند.
کاریکاتور ۱۷۵۴ تحت عنوان «آقای پیتر منیگاولت و دوستانش» توسط جورج روپل متعلق به چندین تن از پروتستان‌های فرانسوی کارولینای جنوبی و افسران بریتانیایی چهل و دومین هنگ پیاده‌نظام و شرکت مستقل کارولینای جنوبی در خانهٔ استیپبروک منیگاولت است (در جهت عقربه‌های ساعت): سروان ریموند دمره (زادهٔ ۱۷۰۲ – درگذشتهٔ ۱۷۶۶) «موفقیت برای کارولینا، لعنت به خدا!» سروان میسی: «این یک ضربه گیر، ایزاک عزیز». آیزاک گودین: «من به شما میسی می‌گویم، مست خواهم بود». سروان ریچارد کویتمور (درگذشتهٔ ۱۷۶۰): «اسکوایر آیزاک، کلاه گیس تو هی سگ». سرهنگ دوم پروبرت هاوارث: «سلام برنیمه‌شب، یک راه، یک راه». جورج روپل: «آقایان، سر و صدای کمتری دعا کنید». پیتر منیگاولت (زادهٔ ۱۷۳۱ – درگذشتهٔ ۱۷۷۳)، پسر گابریل و آن اشبی منیگاولت: «توست (سیک) هاوارث تو». ستوان چارلز تیلور: «این توست (سیک) کیست؟»

## زندگی شخصی
منیگاولت در سال ۱۷۵۵ با الیزابت راگ (زادهٔ ۱۷۳۶ – درگذشتهٔ ۱۷۷۳) ازدواج کرد. الیزابت دختر جودیت (نام خانوادگی قبل از ازدواج وی دوبوس بوده‌است) و جوزف راگ، یک آمریکایی زادهٔ انگلستان بود که در دوران خود یکی از بزرگترین معامله‌گران برده در آمریکای شمالی بریتانیایی محسوب می‌شد. اسامی فرزندان آنها به شرح زیر می‌باشد:
- گابریل منیگاولت (زادهٔ ۱۷۵۸ – درگذشتهٔ ۱۸۰۹) که با مارگارت ایزرد (زادهٔ ۱۷۶۸ – درگذشتهٔ ۱۸۲۴) ازدواج کرد که دختر نمایندهٔ کنگرهٔ قاره-ای و سناتور ایالات متحده، رالف ایزرد بود.[۱۵]
- آن منیگاولت میدلتون (زادهٔ ۱۷۶۲ – درگذشتهٔ ۱۸۱۱) که با توماس میدلتون (زادهٔ ۱۷۵۳ – درگذشتهٔ ۱۷۹۷) ازدواج نمود.[۱۴]
- جوزف منیگاولت (زادهٔ ۱۷۶۳ – درگذشتهٔ ۱۸۴۳) که با شارلوت درایتون (زادهٔ ۱۷۸۱ – درگذشتهٔ ۱۸۵۵) ازدواج نمود.[۱۴]
- هنریتا منیگاولت هیوارد (زادهٔ ۱۷۶۹ – درگذشتهٔ ۱۸۲۷) که با ناتانیل هیوارد (زادهٔ ۱۷۶۶ – درگذشتهٔ ۱۸۵۱) ازدواج نمود.[۱۴]

وضعیت جسمانی منیگاولت در سال ۱۷۷۳ رو به بدتر شدن گذاشت و او به امید یافتن راه معالجه، کارولینای جنوبی را به مقصد انگلستان ترک کرد. همسر او در ۱۹ فوریه ۱۷۷۳ از دنیا رفت و منیگاولت نیز بهبود نیافت. او در ۱۲ نوامبر همان سال چشم از جهان فروبست و در آرامگاه کلیسای پروتستان فرانسوی در چارلستون به خاک سپرده شد.

### نوادگان
منیگاولت پدربزرگ پدری الیزابت منیگاولت موریس (زادهٔ ۱۷۸۵ – درگذشتهٔ ۱۸۲۲) بود که با سرهنگ لویس موریس (نوهٔ لویس موریس از امضاءکنندگان اعلامیهٔ استقلال) ازدواج نمود و صاحب فرزندانی به نام‌های چارلز منیگاولت موریس، سروان نیروی دریایی ایالات مؤتلفه، گابریل هنری منیگاولت (زادهٔ ۱۷۸۸ – درگذشتهٔ ۱۸۳۴) و چارلز ایزرد منیگاولت (زادهٔ ۱۷۹۵ – درگذشتهٔ ۱۸۷۴) شد.
خانوادهٔ منیگاولت در چارلستون همچنان جایگاه ممتاز خود را حفظ نموده‌اند. آنها مالک روزنامه‌ها، پست و پیک شهر هستند که در ابتدا توسط فرزند نوهٔ پیتر منیگاولت، آرتور در سال ۱۸۹۶ خریداری شدند.